# Collected Stories of William Faulkner
Collected Stories di William Faulkner è una raccolta di 42 racconti del 1951, pubblicata dalla Random House di New York, divisa in sei sezioni, per volontà dell'autore.

## Elenco dei racconti della raccolta
- The Country
  - Barn Burning (1939)
  - Shingles for the Lord (1943)
  - The Tall Men (1941)
  - A Bear Hunt (1934)
  - Two Soldiers (1942)
  - Shall Not Perish (1943)
- The Village
  - A Rose for Emily (1930)
  - Hair (1931)
  - Centaur in Brass (1932)
  - Dry September (1931)
  - Death Drag (1932)
  - Elly (1934)
  - Uncle Willy (1935)
  - Mule in the Yard (1934)
  - That Will Be Fine (1935)
  - That Evening Sun (1931)
- The Wilderness
  - Red Leaves (1930)
  - A Justice (1931)
  - A Courtship (1948)
  - Lo! (1934)
- The Wasteland
  - Ad Astra (1931)
  - Victory (1931)
  - Crevasse (1931)
  - Turnabout (1932)
  - All the Dead Pilots (1931)
- The Middle Ground
  - Wash (1934)
  - Honor (1930)
  - Dr. Martino (1931)
  - Fox Hunt (1931)
  - Pennsylvania Station (1934)
  - Artist at Home (1933)
  - The Brooch (1936)
  - My Grandmother Millard and General Bedford Forrest and the Battle of Harrykin Creek (1943)
  - Golden Land (1935)
  - There Was a Queen (1933)
  - Mountain Victory (1932)
- Beyond
  - Beyond (1933)
  - Black Music (1934)
  - The Leg (1934)
  - Mistral (1931)
  - Divorce in Naples (1931)
  - Carcassonne (1931)

## Altri racconti di Faulkner non inclusi nella raccolta
In ordine di data, gli altri racconti di Faulkner non compresi nella raccolta sono:
- Landing in Luck (1919)
- The Hill (1922)
- New Orleans (1925)
- Mirrors of Chartres Street (1925)
- Damon and Pythias Unlimited (1925)
- Jealousy (1925)
- Cheest (1925)
- Out of Nazareth (1925)
- The Kingdom of God (1925)
- The Rosary (1925)
- The Cobbler (1925)
- Chance (1925)
- Sunset (1925)
- The Kid Learns (1925)
- The Liar (1925)
- Home (1925)
- Episode (1925)
- Country Mice (1925)
- Yo Ho and Two Bottles of Rum (1925)
- Music: Sweeter than the Angels Sing (1928)
- Thrift (1930)
- Spotted Horses (1931)
- The Hound (1931)
- Idyll in the Desert (1931)
- Miss Zilphia Gant (1932)
- Once Aboard the Lugger (I) (1932)
- Lizards in Jamshyd's Courtyard (1932)
- Smoke (1932)
- A Bear Hunt (1934)
- Ambuscade (1934, parte de Gli invitti)
- Retreat (1934, parte de Gli invitti)
- Raid (1934, parte de Gli invitti)
- Skirmish at Sartoris (1935, parte de Gli invitti)
- Lion (1935)
- Two Dollar Wife (1936)
- Fool About a Horse (1936)
- The Unvanquished (1936, parte de Gli invitti)
- Vendée (1936, parte de Gli invitti)
- Monk (1937)
- Hand Upon the Waters (1939)
- A Point of Law (1940)
- The Old People (1940, parte di Scendi, Mosè)
- Pantaloon in Black (1940, parte di Scendi, Mosè)
- Gold Is Not Always (1940)
- Tomorrow (1940)
- Go Down, Moses (1941, parte di Scendi, Mosè)
- Delta Autumn (1942, parte di Scendi, Mosè)
- The Bear (1942, parte di Scendi, Mosè)
- Afternoon of a Cow (1943)
- An Error in Chemistry (1946)
- Knight's Gambit (1949)
- A Name for the City (1950)
- Notes on a Horsethief (1951)
- Mississippi (1954)
- Sepulture South: Gaslight (1954)
- Race at Morning (1955)
- By the People (1955)
- Hell Creek Crossing (1962)
- Mr. Acarius (1965)
- The Wishing Tree (1967)
- Al Jackson (1971)
- And Now What's to Do (1973)
- Nympholepsy (1973)
- The Priest (1976)
- Mayday (1977)
- Frankie and Johnny (1978)
- Don Giovanni (1979)
- Peter (1979)
- A Portrait of Elmer (1979)
- Adolescence (1979)
- Snow (1979)
- Moonlight (1979)
- With Caution and Dispatch (1979)
- Hog Pawn (1979)
- A Dangerous Man (1979)
- A Return (1979)
- The Big Shot (1979)
- Once Aboard the Lugger (II) (1979)
- Dull Tale (1979)
- Evangeline (1979)
- Love (1988)
- Christmas Tree (1995)
- Rose of Lebanon (1995)
- Lucas Beauchamp (1999)